# Marcin Mroziński
Martin Fitch, właśc. Marcin Mroziński (ur. 26 września 1985 w Inowrocławiu) – polski aktor teatralny i dubbingowy, piosenkarz, lektor, prezenter telewizyjny i osobowość telewizyjna. Reprezentant Polski w 55. Konkursie Piosenki Eurowizji (2010).

## Życiorys

### Rodzina i edukacja
Urodził się w Inowrocławiu, syn Marii i Janusza Mrozińskich. Ma starszą siostrę, Magdalenę.
Przez trzy lata uczęszczał do II Liceum Ogólnokształcącego w Inowrocławiu, a następnie do III LO, w którym przystąpił do matury. Po zdaniu egzaminu dojrzałości w 2003 podjął studia na wydziale aktorskim w warszawskiej Akademii Teatralnej im. Aleksandra Zelwerowicza.

### Kariera zawodowa
Od dzieciństwa wykazywał zainteresowanie śpiewaniem i aktorstwem. Uczęszczał na zajęcia w zespole muzyki dawnej Schola Cantorum Inovroclaviensis, śpiewał w chórze Cantus, brał udział w konkursach recytatorskich i uczył się gry na flecie poprzecznym. Kiedy miał 14 lat, wystąpił w musicalu Gdzie nasi idole, gdzie nasi poeci w Bydgoszczy. Występował w programie TVP2 5-10-15.
W 2002 i 2005 trafił do etapu klubowego (półfinały) polskiej edycji programu telewizji Polsat Idol. W 2004 został laureatem jednego z odcinków programu TVP Szansa na sukces, w którym wykonał piosenkę grupy Papa Dance „Nietykalni”. Przez cztery lata pracował w programie TVP1 Songowanie na ekranie. Był laureatem wielu festiwali: piosenki francuskiej, piosenki angielskiej, piosenki studenckiej i poezji śpiewanej m.in. w Warszawie, Radomiu, Bydgoszczy, Świeciu, Kwidzynie, Radomsku, Paczkowie, Radziejowie i Więcborku. W 2007 z piosenką Seweryna Krajewskiego „Czy słyszysz, co mówię” wystąpił na XLIV Krajowym Festiwalu Piosenki w Opolu w koncercie Niebo z moich stron. W tym samym roku rozpoczął karierę jako aktor dubbingowy i wziął udział z rodzicami i siostrą w teleturnieju Rodzina jak z nut. Jesienią 2008 wystąpił w telewizyjnym koncercie Zaiks to twórcy zorganizowanym z okazji 90-lecia Stowarzyszenia Autorów ZAiKS

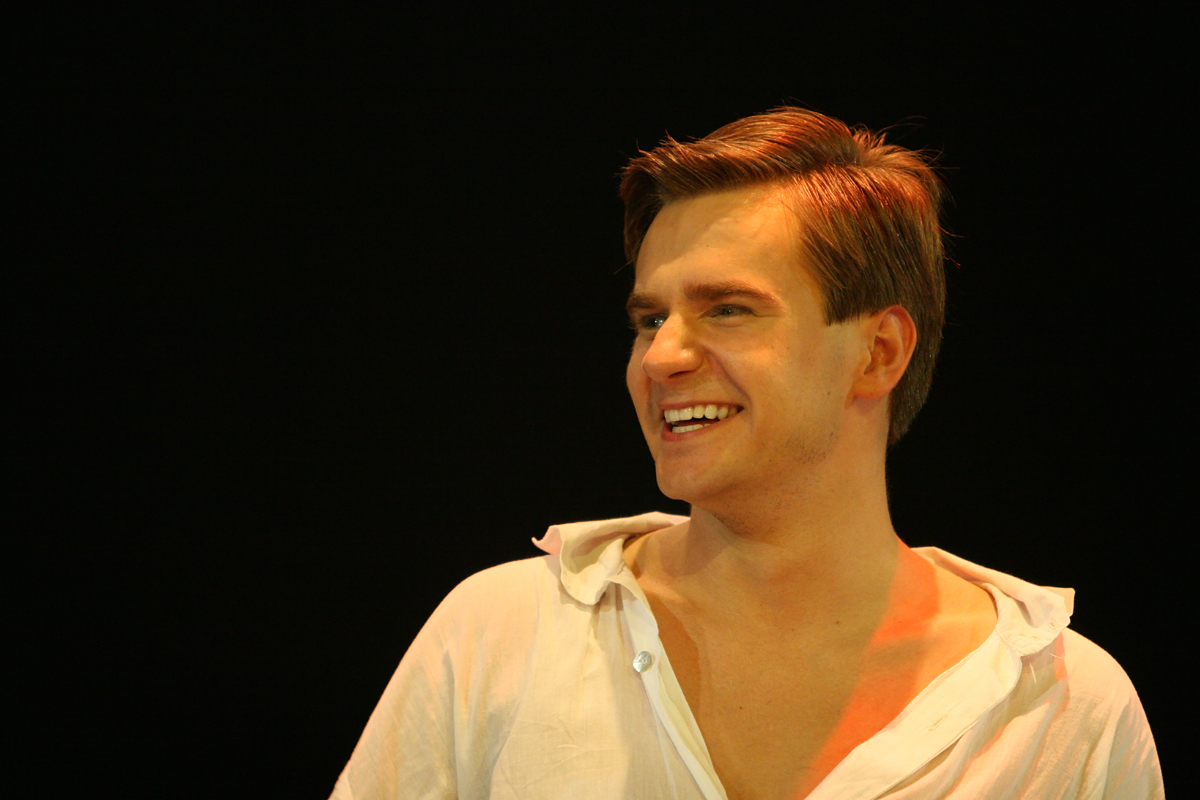
Mroziński w musicalu Upiór w operze (2008)

W 2008 został obsadzony w roli Raoula w musicalu Andrew Lloyda Webbera Upiór w operze (reż. Wojciech Kępczyński) wystawianym w Teatrze Muzycznego „Roma”. Płyta zawierająca piosenki z musicalu uzyskała status potrójnej platyny. 7 listopada zadebiutował w roli Seana podczas polskiej prapremiery musicalu Boyband w Teatrze Komedia. W tym samym roku zgłosił się z utworem „Never Felt Like This” do koncertu Piosenka dla Europy 2008, jednak nie zakwalifikował się do stawki finałowej konkursu z powodu nienadesłania zapisu nutowego swojej piosenki. W kwietniu 2009 zakończył nagrania jako prezenter teleturnieju dla dzieci Staraoke w Londynie. Od września tego samego roku zaczął występować jako gość muzyczny w programie TVP1 Jaka to melodia?, zagrał także role w programie TVN Turbo Wieczór kawalerski. Na początku grudnia wystąpił w koncercie Najlepsze z Romy w Bydgoskiej Opera Nova, wcielając się w postaci: Chrisa (Miss Saigon), Myszołapa (Koty), Danny’ego (Grease) i Mariusza (Les Misérables). W tym samym roku zaczął występować na deskach Teatrze Polskiego Radia, grając m.in. rolę Szpaka w słuchowisku W Bocianowie (reż. Waldemar Modestowicz) i rolę Wojtka w słuchowisku Mimi, córka kapitana. Dołączył także do obsady serialu radiowego Matysiakowie, w którym grał rolę Josha Stokovskiego.
W lutym 2010 z utworem „Legenda”, który nagrał przy udziale Zespołu Pieśni i Tańca „Mazowsze”, zwyciężył w finale krajowych eliminacji eurowizyjnych, dzięki czemu został reprezentantem Polski w 55. Konkursie Piosenki Eurowizji w Oslo. 25 maja zajął 13. miejsce w półfinale konkursu i nie awansował do finału. Również w 2010 wygrał przesłuchania do roli Mariusza w musicalu Les Misérables w Teatrze Muzycznym „Roma”, a od premiery we wrześniu 2010 do maja 2012 występował w pierwszej obsadzie spektaklu. Zagrał rolę Ducha w dyplomie muzycznym Piosenka jest dobra na wszystko – czyli nieobecni mają rację w reż. Waldemara Śmigasiewicza w Teatrze Collegium Nobilium w Warszawie, później wystawianym na Novej Scenie Teatru Muzycznego „Roma”. Wraz z innymi absolwentami warszawskiej Akademii Teatralnej zagrał w spektaklu Szpilmania w reżyserii Andrzeja Strzeleckiego. Początkowo spektakl grany był w stołecznym Och-Teatrze, później trafił także na deski Teatru Ateneum i Teatru Collegium Nobilium. Pojawił się gościnnie w serialach: Usta usta, Na Wspólnej, Czas honoru i Na dobre i na złe.

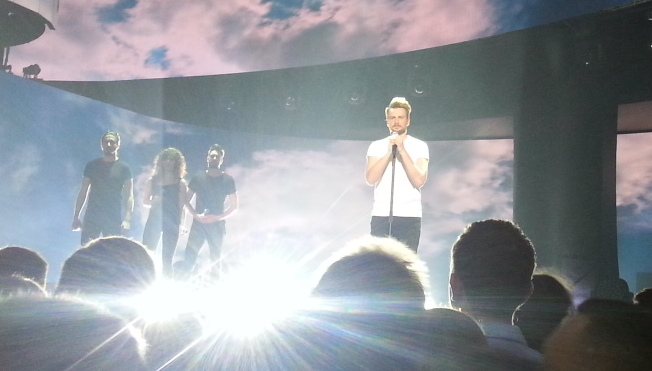
Fitch podczas polskich eliminacji do 62. Konkursu Piosenki Eurowizji (2017)

Latem 2011 wyjechał do Londynu, by zrealizować nagrania programu Cartoon Network Ben 10: Ostateczne wyzwanie, którego był prowadzącym. W 2012 reprezentował Polskę z piosenką „Is That a Real Love?” na festiwalu Sunčane Skale w Hercegu Novim. Zajął trzecie miejsce w głosowaniu jurorów.  W 2013 przyjął pseudonim artystyczny Martin Fitch. W tym czasie przeprowadził się do Londynu, gdzie zaczął nagrania materiału na debiutancki album studyjny, realizowany m.in. z Luizą Staniec. W 2015 prowadził program Ekspedycja Cartoon Network. W kwietniu 2016 wydał singiel „Dzieli nas”. W lutym 2017 zakwalifikował się z piosenką „Fight for Us” do polskich preselekcji do 62. Konkursu Piosenki Eurowizji. 18 lutego wystąpił jako pierwszy w finale selekcji i zajął w nim siódme miejsce. W listopadzie został gospodarzem 15-odcinkowego programu internetowego #MyślęPozytywnie, realizowanego przez Fundację Instytut Edukacji Pozytywnej.

## Filmografia
| Rok       | Tytuł             | Rola                               | Uwagi                                  |
| --------- | ----------------- | ---------------------------------- | -------------------------------------- |
| 2003–2013 | Na Wspólnej       | chłopak Jowity                     |                                        |
| 2009–2011 | Na dobre i na złe | Kazimierz Janoszy, bratanek Pawicy | odc. 390, 391, 408, 429, 430, 432, 450 |
| 2010      | Usta usta         | kelner                             | odc. 1, 5                              |
| 2011      | Listy do M.       |                                    |                                        |
| 2012      | Czas honoru       | adiutant Fischera                  | odc. 40–42, 51, 52                     |

### Dubbing
| Rok       | Tytuł                                          | Rola                                            |
| --------- | ---------------------------------------------- | ----------------------------------------------- |
| 2007      | Rajdek mała wyścigówka                         | Maxi                                            |
| 2008      | Viva High School Musical Meksyk: Pojedynek     | Cristobal Rodriguez                             |
| 2008      | Dziewczyny Cheetah: Jeden świat                | Rahim                                           |
| 2008      | Księżniczka z krainy słoni                     | Kuru                                            |
| 2008–2012 | Pingwiny z Madagaskaru                         | Alex                                            |
| 2009      | Księżniczka i żaba                             | Książę Naveen                                   |
| 2009      | Scooby-Doo: Strachy i patałachy                | Fred                                            |
| 2009      | Liga Złośliwców                                | Rudi                                            |
| 2009      | Jonas w Los Angeles                            | Joe Jonas                                       |
| 2009      | Scooby doo: Pierwsze strachy (gra komputerowa) | Fred                                            |
| 2010      | Scooby-Doo: Klątwa potwora z głębin jeziora    | Fred                                            |
| 2010      | Brat zastępowy                                 | Alex Pearson                                    |
| 2010      | Avengers: Potęga i moc                         | Simon Williams, Wonder Man, Scott Lang, Ant-Man |
| 2010      | Scooby Doo i Brygada Detektywów                | Ernesto                                         |
| 2011      | Kubuś i przyjaciele                            | śpiew                                           |
| 2012      | Muppety                                        | śpiew                                           |
| 2012      | Kopciuszek                                     | Książę                                          |
| 2014      | Ra.One                                         | śpiew                                           |
| 2017      | Piękna i Bestia                                | śpiew                                           |
| 2018      | My Little Pony: Film                           | Capper                                          |
| 2019      | Kraina lodu II                                 | śpiew                                           |
| 2020      | Ziemia u Neda                                  | Taye Diggs                                      |
| 2020      | Wiedźmy                                        | Boy Hotelowy, goście                            |